# 리레이 (야구 선수)

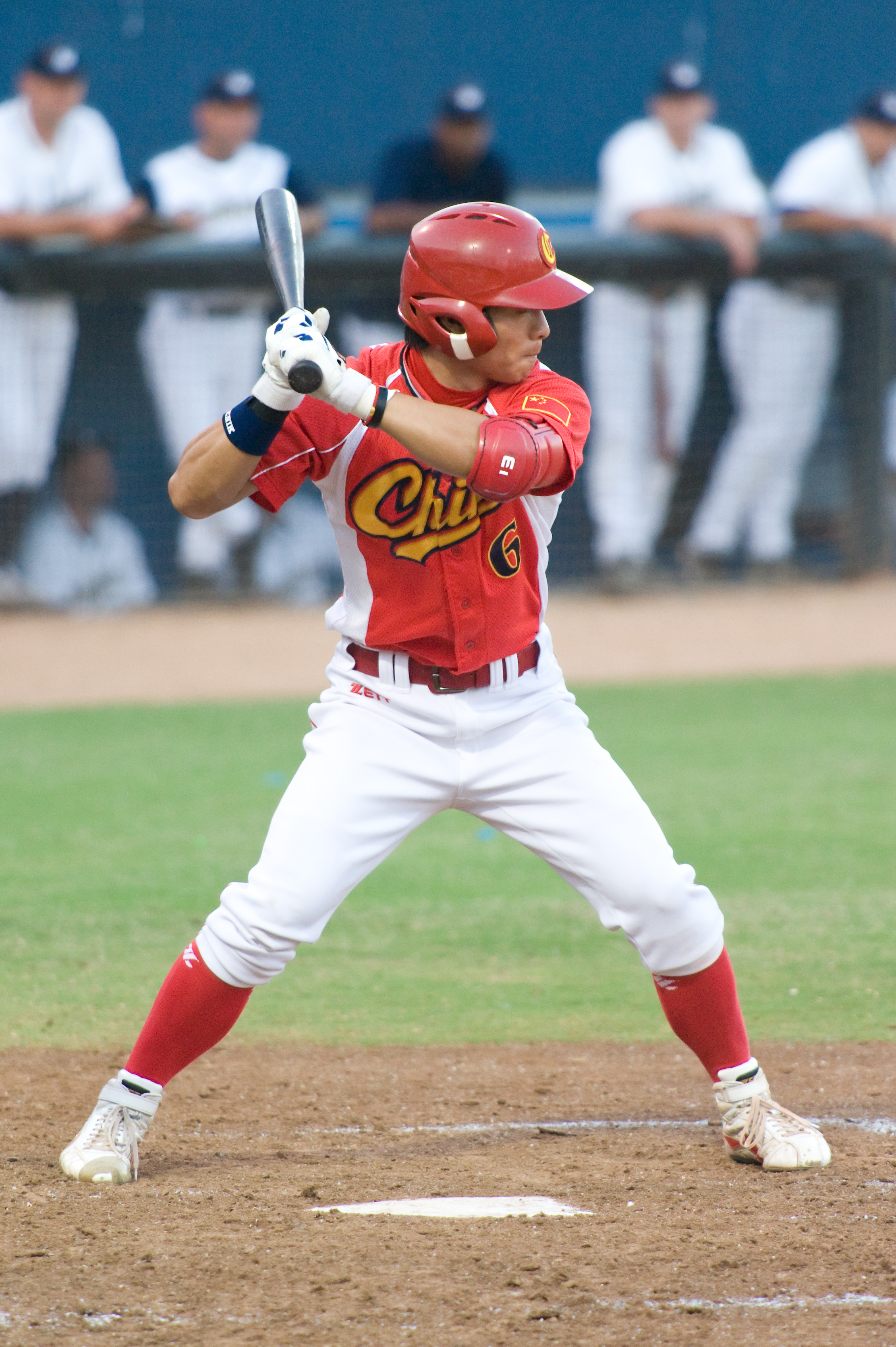

리레이(李磊, 1984년 6월 24일~)는 중화인민공화국의 야구 선수이다. 2008년 하계 올림픽 야구의 2008년 하계 올림픽 중국 선수단 소속이다.

## 경력
- 2004년 중국국가팀
- 2006년 아시안 게임 - 4등

## 참고 문헌
- Profile 2008 Olympics Team China